# François de Louvencourt
François de Louvencourt, seigneur de Vauchelles et de Bourseville, est un écrivain, poète et historien français, né à Amiens en 1569 et mort dans la même ville en 1638.

## Biographie
François de Louvencourt naît à Amiens de Jehan de Louvencourt, seigneur de Vauchelles, conseiller au bailliage d'Amiens, et de Jeanne de Sacquespée, l’année de la mort de son père, en 1569. À dix-huit ans, il se rend, pour y séjourner quelques mois, à Bourges où professe le jurisconsulte Cujas. Reçu à la licence en droit en moins de deux ans, il s’inscrit au barreau de Paris, puis parcourt l'Europe, en visitant notamment l'Allemagne et l'Italie. Il retourne à Amiens en 1594. Après une jeunesse brillante et un peu désordonnée, il se marie en 1605 avec Marie de Maupin, pour devenir veuf dès 1615. En 1616, il accède aux fonctions de trésorier de France en Picardie et de premier échevin d’Amiens. Il convole à nouveau avec Charlotte Clapisson (dite Charlotte de Sainte-Ursule) et subit l'épreuve d'un second veuvage en 1620. Un dernier mariage suivra en 1622, plus heureux et durable semble-t-il, qui le rendra trois fois père.

## Orientation poétique et littéraire
La poésie de Louvencourt, quasi toute rassemblée dans un unique recueil (Les amours et premières œuvres poétiques, 1595), suit le mouvement de la littérature baroque amoureuse à cette époque.
La structure compositionnelle du recueil de Louvencourt autant que les conventions de genres, de formes et les codes onomastiques, ressortissent à l'esthétique baroque. En effet, le recueil, divisé en quatre livres, commence avec un regroupement de deux cents sonnets dédiés à l'Aurore, nom que Louvencourt avait donné à sa maîtresse: ce premier livre est le récit même de ses amours heureuses; en effet, du premier au second livre, il semble que la belle ait été par la suite infidèle, mais le poète, dont la devise était: Antes muerto que mutado (Plutôt mort que versatile), exprime simplement en élégies tendres et déchirantes ses regrets et ses blessures. Le troisième livre, très narratif, raconte les déceptions et les mécomptes d'une femme morte d'amour. Quant au livre final, il présente avec fantaisie des mélanges poétiques, pêle-mêle odes, stances, sonnets ou discours en vers, toujours sur un ton madrigalesque.
Le bibliophile et érudit Viollet-le-Duc, père du célèbre architecte, aura eu le mérite de redécouvrir, dans sa Bibliothèque poétique (1843), la poésie baroquisante et déjà très personnelle de Louvencourt: « Il y a dans tout cela du sentiment et de l'intérêt même; malheureusement, [Louvencourt de] Vauchelles ne savait pas s'arrêter. Il est souvent long, verbeux, mais, contre l'usage des poètes de son temps, il est plein de naturel et de naïveté; il revient souvent sur sa vie, sur ses affections; il donne des détails gracieux de sa première éducation, du goût, combattu par sa famille, qu'il avait pour les vers; ce sont de ces choses intimes qui ont pour moi tant de charme ».

## Œuvres
- Les Amours et premières œuvres poétiques de Louvencourt, seigneur Vauchelles (sic), à très illustre, belle et vertueuse princesse, Mademoiselle de Longueville Catherine d'Orléans, Paris, Georges Drobet, 1595
- Pièces poétiques et vers épars lisibles dans:
  - Jean Hays, recueil poétique, 1598
  - P. Briscard, anthologie, 1601
- Le Voyage de l'illustre seigneur et chevalier François Drack (sic) admiral d'Angleterre, Paris, 1627 (traduction de The famous Voyage of Drake into the south sea, récit du voyage de Drake par Francis Pretty, Londres, 1600[5])
- Les Amans de Sienes. Où les Femmes font mieux l'amour que les Veuves et les Filles. Par François de Louvencourt, Seigneur de Vauchelles. Aux Amans de la France. Suivant la Copie Imprimée de PARIS. A Leyde, Chez Frederik Haaring, Marchand Libraire dans le Kloksteeg, M.DCC,VI. (1706).